# Tour de Pologne 2018 – 2. etap
2. etap kolarskiego wyścigu Tour de Pologne 2018 odbył się 5 sierpnia. Start etapu miał miejsce w Tarnowskich Górach natomiast meta w Katowicach.
Etap miał liczyć 156 kilometrów – po starcie kolarze mieli do przejechania 32-kilometrową pętlę wokół Tarnowskich Gór, jednak z powodu błędu organizatorów kolarze pominęli ten fragment trasy i pojechali od razu do Piekar Śląskich. Trasa uległa skróceniu, dlatego zwiększono liczbę pętli w Katowicach z trzech do czterech, a etap liczył 144,3 kilometry.

## Premie
Na 2. etapie były następujące premie:
| Rodzaj | Rodzaj           | Miejscowość (z okazji)  | Kilometry (od startu) | Kilometry (do mety) |
| ------ | ---------------- | ----------------------- | --------------------- | ------------------- |
|        | Lotna            | Piekary Śląskie         | 65,6 km               | 90,4 km             |
|        | Lotna            | Bytom                   | 74,2 km               | 51,8 km             |
|        | Lotna            | Siemianowice Śląskie    | 88,7 km               | 67,3 km             |
|        | Górska (IV kat.) | Katowice, al.Korfantego | 114,9 km              | 41,1 km             |
|        | Górska (IV kat.) | Katowice, ul.Góreckiego | 137,1 km              | 18,9 km             |

Kilometry podane w tabeli odnoszą się do trasy planowanej (nie uwzględniając zmian w trakcie etapu).

### Wyniki
| Lotna – Piekary Śląskie |                 |        |        |
| Miejsce                 | Zawodnik        | Zespół | Punkty |
| 1.                      | Jenthe Biermans | TKA    | 3      |
| 2.                      | Jan Bakelants   | ALM    | 2      |
| 3.                      | Kamil Gradek    | CCC    | 1      |

| Lotna – Bytom |                 |        |        |
| Miejsce       | Zawodnik        | Zespół | Punkty |
| 1.            | Jenthe Biermans | TKA    | 3      |
| 2.            | Kamil Gradek    | CCC    | 2      |
| 3.            | Jan Bakelants   | ALM    | 1      |

| Lotna – Siemianowice Śląskie |                 |        |        |
| Miejsce                      | Zawodnik        | Zespół | Punkty |
| 1.                           | Jenthe Biermans | TKA    | 3      |
| 2.                           | Kamil Gradek    | CCC    | 2      |
| 3.                           | Jan Bakelants   | ALM    | 1      |

| Górska – Korfantego |              |        |        |
| Miejsce             | Zawodnik     | Zespół | Punkty |
| 1.                  | Kamil Gradek | CCC    | 1      |

| Górska – Góreckiego |                 |        |        |
| Miejsce             | Zawodnik        | Zespół | Punkty |
| 1.                  | Adam Stachowiak | POL    | 1      |

## Wyniki etapu
| Miejsce | Zawodnik          | Państwo  | Zespół               | Czas       | Bon.  | Pkt. |
| ------- | ----------------- | -------- | -------------------- | ---------- | ----- | ---- |
| 1.      | Pascal Ackermann  | Niemcy   | Bora-Hansgrohe       | 3h 16' 39" | -10 s | 20   |
| 2.      | Álvaro Hodeg      | Kolumbia | Quick-Step Floors    | + 0"       | -6 s  | 19   |
| 3.      | Giacomo Nizzolo   | Włochy   | Trek-Segafredo       | + 0"       | -4 s  | 18   |
| 4.      | Luka Mezgec       | Słowenia | Mitchelton-Scott     | + 0"       | —     | 17   |
| 5.      | Simone Consonni   | Włochy   | UAE Team Emirates    | + 0"       | —     | 16   |
| 6.      | Niccolò Bonifazio | Włochy   | Bahrain-Merida       | + 0"       | —     | 15   |
| 7.      | Marc Sarreau      | Francja  | Groupama-FDJ         | + 0"       | —     | 14   |
| 8.      | Mike Teunissen    | Holandia | Team Sunweb          | + 0"       | —     | 13   |
| 9.      | Clément Venturini | Francja  | Ag2r-La Mondiale     | + 0"       | —     | 12   |
| 10.     | Kamil Zieliński   | Polska   | Reprezentacja Polski | + 0"       | —     | 11   |

## Klasyfikacje po 2. etapie

### Klasyfikacja generalna
| Miejsce | Zawodnik             | Państwo  | Zespół                     | Czas       |
| ------- | -------------------- | -------- | -------------------------- | ---------- |
|         | Pascal Ackermann     | Niemcy   | Bora-Hansgrohe             | 6h 15' 30" |
| 2.      | Álvaro Hodeg         | Kolumbia | Quick-Step Floors          | + 8"       |
| 3.      | Jenthe Biermans      | Belgia   | Team Katusha-Alpecin       | + 11"      |
| 4.      | Giacomo Nizzolo      | Włochy   | Trek-Segafredo             | + 16"      |
| 5.      | Matteo Trentin       | Włochy   | Mitchelton-Scott           | + 16"      |
| 6.      | Jan Bakelants        | Belgia   | Ag2r-La Mondiale           | + 16"      |
| 7.      | Alessandro De Marchi | Włochy   | BMC Racing Team            | + 17"      |
| 8.      | Michał Paluta        | Polska   | CCC Sprandi Polkowice      | + 18"      |
| 9.      | Stéphane Rossetto    | Francja  | Cofidis, Solutions Crédits | + 19"      |
| 10.     | Simone Consonni      | Włochy   | UAE Team Emirates          | + 20"      |

### Klasyfikacja punktowa
| Miejsce | Zawodnik         | Państwo  | Zespół            | Punkty |
| ------- | ---------------- | -------- | ----------------- | ------ |
|         | Pascal Ackermann | Niemcy   | Bora-Hansgrohe    | 40     |
| 2.      | Álvaro Hodeg     | Kolumbia | Quick-Step Floors | 38     |
| 3.      | Giacomo Nizzolo  | Włochy   | Trek-Segafredo    | 35     |
| 4.      | Simone Consonni  | Włochy   | UAE Team Emirates | 30     |
| 5.      | Mike Teunissen   | Holandia | Team Sunweb       | 28     |

### Klasyfikacja górska
| Miejsce | Zawodnik        | Państwo | Zespół                | Punkty |
| ------- | --------------- | ------- | --------------------- | ------ |
|         | Michał Paluta   | Polska  | CCC Sprandi Polkowice | 2      |
| 2.      | Adam Stachowiak | Polska  | Reprezentacja Polski  | 1      |
| 3.      | Kamil Gradek    | Polska  | CCC Sprandi Polkowice | 1      |

### Klasyfikacja najaktywniejszych
| Miejsce | Zawodnik             | Państwo | Zespół                | Punkty |
| ------- | -------------------- | ------- | --------------------- | ------ |
|         | Jenthe Biermans      | Belgia  | Team Katusha-Alpecin  | 9      |
| 2.      | Kamil Gradek         | Polska  | CCC Sprandi Polkowice | 5      |
| 3.      | Jan Bakelants        | Belgia  | Ag2r-La Mondiale      | 4      |
| 4.      | Alessandro De Marchi | Włochy  | BMC Racing Team       | 3      |
| 5.      | Michał Paluta        | Polska  | CCC Sprandi Polkowice | 2      |

### Klasyfikacja drużynowa
| Miejsce | Zespół            | Państwo                      | Czas        |
| ------- | ----------------- | ---------------------------- | ----------- |
|         | Trek-Segafredo    | Stany Zjednoczone            | 18h 47' 30" |
| 2       | Mitchelton-Scott  | Australia                    | + 0"        |
| 3.      | Team Sunweb       | Niemcy                       | + 0"        |
| 4.      | Bahrain-Merida    | Bahrajn                      | + 0"        |
| 5.      | UAE Team Emirates | Zjednoczone Emiraty Arabskie | + 0"        |